# Assedio di Bursa
L'assedio di Bursa fu combattuto fra bizantini e ottomani tra il 1317 e il 1326, il risultato finale di questo assedio fu la vittoria ottomana

## L'assedio
L'assedio di Bursa, fu il primo assedio fatto dai turchi ottomani, venne condotto in maniera molto discontinua e per questo gli storici sostengono che l'assedio sia durato tra gli otto ai dieci anni. Bursa fu quindi la prima grande città bizantina che gli ottomani espugnarono. 

## Conseguenze
Quando la citta cadde Osman I era ormai morente e non vi entrò mai. Suo figlio Orhan I divenne il secondo esponente della dinastia degli Ottomani. La città divenne la capitale del nascente stato ottomano e negli anni successivi riacquistò il suo antico splendore diventando "una grande città con splendidi bazar e ampie strade, degna del più illustre dei re turcomanni". Anche quando la capitale venne spostata ad Edirne nel 1365 Bursa rimase il principale centro amministrativo e commerciale dell'Anatolia. 
Successivamente Orhan riuscì a conquistare Nicea nel 1331, dopo aver respinto una forza di liberazione bizantina, e Nicomedia nel 1337, mettendo le basi per la futura affermazione della potenza ottomana.